# Пракрити
Пра́крити (санскр. प्रकृति, IAST: prakṛti «причина, материя», «природа») — фундаментальное понятие философской системы индуизма санкхьи, означающее изначальную природу, материальную первопричину Вселенной. Считается женским основополагающим элементом, контактирующим с мужским элементом — духом (пуруша). Развивается из мула-пракрити (авьякты) — непроявленной, потенциальной природы.
В философии санкхья, пракрити является основной субстанцией, из которой развивается мир. В состоянии покоя все элементы пракрити (гуны) уравновешены, находятся в самьявастхе. Когда равновесие нарушается, происходит развитие и процесс становления (под влиянием пуруши). Первичным продуктом развития пракрити является махат («великий»). Это интеллект в космологическом аспекте, а относительно индивидуума он проявляет себя как буддхи — способность различать и воспринимать объекты.
В текстах санкхьи пуруша описывается как «безногий», сидящий на плечах у «слепой» пракрити. В отличие от китайской теории Инь-Ян, пуруша не является активным мужским началом и описывается как дришти — безмолвный свидетель метаморфоз пракрити, без наличия которого невозможна её деятельность.
В Аюрведе словом «пракрити» называют психосоматическую конституцию человека, данную ему от рождения, то есть его изначальную природу. Пракрити описывает соотношение дош в организме конкретного человека и не меняется на протяжении всей жизни. Диагностика проводится посредством осмотра и опроса пациента. Согласно аюрведе заболевания появляются при дисгармонии в организме, а для поиска своего идеального состояния необходимо стремиться к балансу дош, указанному в пракрити. Таким образом знание своей пракрити даёт знание о склонности к определённым заболеваниям и «ключи» к своему здоровью. Появляется возможность предупредить болезнь, приняв профилактические меры (панчакарма, пост, питание, физические упражнения и режим дня в соответствии с пракрити).